# Hofskirkja
Hofskirkja är en kyrka i Hof í Öræfum i Austur-Skaftafellssýsla i södra Island, i Kálfafellstaðurs pastorat i Skaftafells kontrakt. Kyrkan byggdes 1884 och har stenväggar och tak på klippor.

## Inventarier
Altaret och predikstolen är tillverkade av Jón Jakobsson, jordbrukare i Klammbrum, Eyjafjöll. Altartavlan är gjord av Olafur Tubal, Múlakoti.

## Fotogalleri

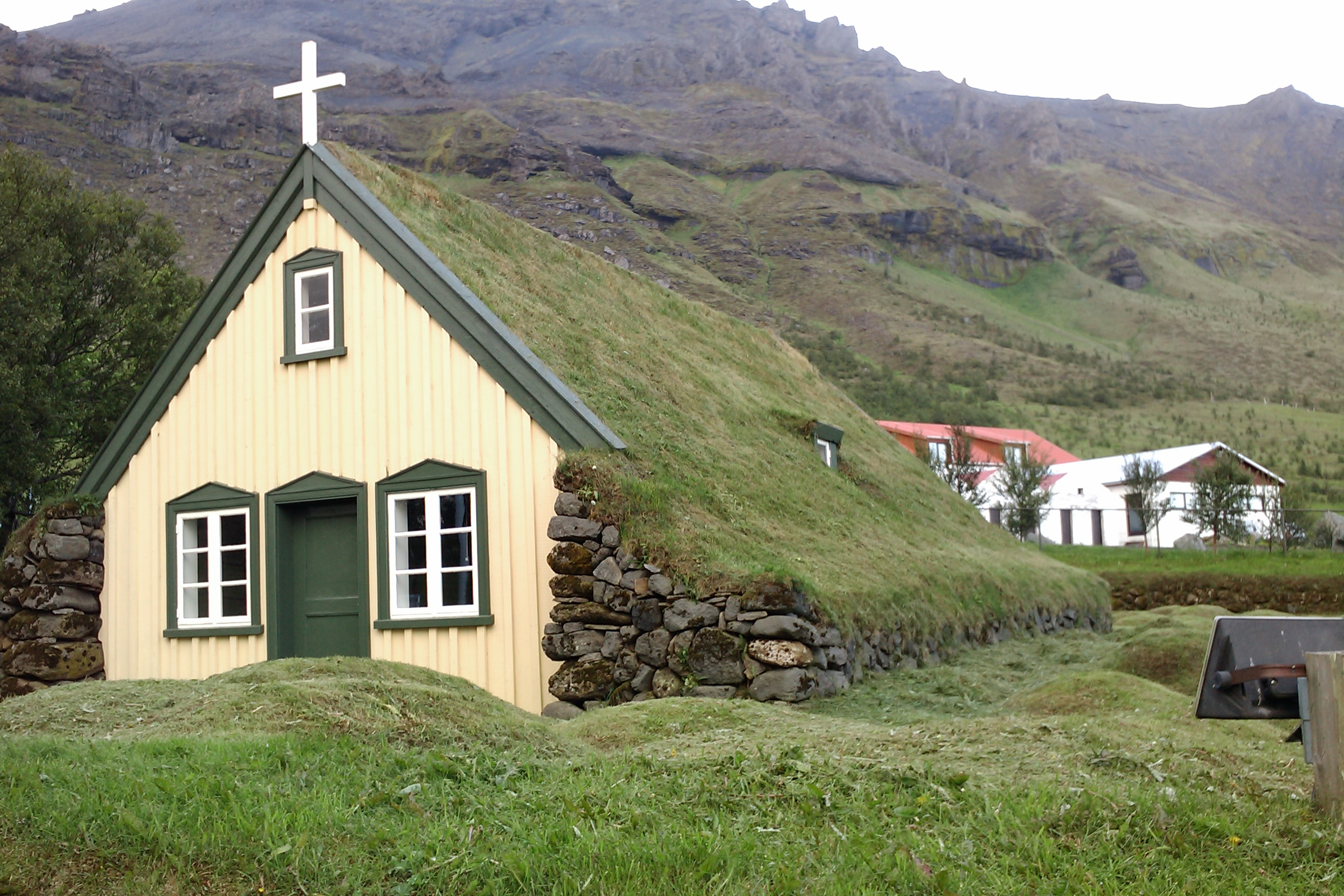
Hofskirkja